# Zarandieh (Verwaltungsbezirk)
Zarandieh (persisch شهرستان زرندیه) ist ein Schahrestan in der Provinz Markazi im Iran. Er enthält die Stadt Mamuniyeh, welche die Hauptstadt des Verwaltungsbezirks ist. 

## Kreise
- Zentrum
- Kharqan

## Demografie
Bei der Volkszählung 2016 betrug die Einwohnerzahl des Schahrestan 63.907. Die Alphabetisierung lag bei 87 Prozent der Bevölkerung. Knapp 64 Prozent der Bevölkerung lebten in urbanen Regionen.
| Zensusjahr | Einwohnerzahl |
| ---------- | ------------- |
| 2011       | 57.153        |
| 2016       | 63.907        |